# Nyodes viettei
Nyodes viettei är en fjärilsart som beskrevs av François Louis Nompar de Caumont de Laporte 1970. Nyodes viettei ingår i släktet Nyodes och familjen nattflyn. Inga underarter finns listade i Catalogue of Life.